# توماس بلوچی
 توماس بلوچی (انگلیسی: Thomaz Bellucci؛ زادهٔ ۳۰ دسامبر ۱۹۸۷) یک تنیس‌باز اهل برزیل است. 